# Стони, Джордж
Джордж Джонстон Стони (англ. George Johnstone Stoney, 1826—1911) — британский ирландский физик и математик, более всего известный тем, что ввёл в науку термин «электрон», определив его как «фундаментальную единицу измерения электроэнергии». Ввёл в обиход термин волновое число и его обозначение (k) используется до сих пор.

## Биография
Родился в англо-ирландской семье. Образование получил в дублинском Тринити-колледже, который окончил со степенью бакалавра в 1848 году. С 1848 по 1852 год был помощником Уильяма Парсонса в Парсонстаунской обсерватории в замке Бирн, где находился самый большой телескоп того времени; параллельно Стони продолжал изучать физику в Тринити-колледже и в 1852 году защитил диссертацию на соискание степени магистра. С 1852 по 1857 год состоял профессором физики в Королевском колледже в Голуэе, в 1857 году был переведён на административную работу в Дублин — служил секретарём Королевского Ирландского университета; в этот период, не занимаясь официально наукой, продолжал собственные научные исследования. В 1883 году оставил эту работу, получив должность начальника службы экзаменов гражданских служащих в Ирландии и занимал её до своей отставки в 1893 году, после чего переехал в Лондон, где и умер в своём доме в Ноттинг-Хилле; был кремирован, его прах захоронили в церкви Сент-Найи. На протяжении нескольких десятилетий (с июня 1861 года) был членом Ирландского королевского общества, его почётным секретарём в течение 20 лет, а затем вице-президентом; после переезда в Лондон вошёл в совет Лондонского королевского общества. С начала 1860-х годов периодически привлекался к работе некоторых комитетов Британской ассоциации содействия развитию науки. Был известен как противник ирландского самоуправления и сторонник светского образования.
За свою жизнь Стони опубликовал 75 работ в научных журналах, в основном в Дублине. Областями его научных интересов были спектроскопия, оптика, молекулярно-кинетическая теория газов, космическая физика, структура атома. В 1874 году он первым сформулировал теорию дискретности электричества, также первым оценил число молекул в одном кубическом миллиметре газа при комнатных температуре и давлении; первым предложил количественную оценку (из закона электролиза) минимального электрического заряда (которая соответствует 10−20 кулона, то есть оценка оказалась заниженной в 16 раз), а также первую естественную систему единиц (длины L, времени T и массы M), основанную только на физических постоянных (скорости света c, гравитационной постоянной G и минимальном электрическом заряде e), чему посвятил целую статью, опубликованную в 1881 году. В 1891 году предложил термин «электрон» для обозначения единицы элементарного электрического заряда; его исследования в этой области стали фактической основой для непосредственного открытия частицы Томсоном в 1897 году.
В честь Стони назван кратер на Луне.